# 白川一雄
白川 一雄（しらかわ かずお、1898年（明治31年）3月25日 - 1957年（昭和32年）5月14日）は、大正末から昭和期の実業家、政治家。参議院議員（1期）。

## 経歴
香川県、のちの丸亀市で、白川友一の二男として生まれる。第四高等学校を経て、1924年（大正13年）東京帝国大学法学部法律学科を卒業した。
父の事業に携わり白川保善社専務取締役を経て、1930年（昭和5）同社長に就任。1931年（昭和6年）12月、名古屋市の三引陶器(株)の経営再建に携わり業績を回復し、1932年（昭和7年）12月、社名を白川製陶に改称して社長に就任。日本興業銀行からの要請で、合板発明家の浅野吉次郎が創業した名古屋合板(株)の経営を1932年（昭和7年）7月から引き継ぎ社長に就任した。
満州の昭和製鋼所の系列会社、鞍山鋼材(株)取締役に就任し1939年（昭和14）満州に赴任。その他、満洲栗本鉄工専務、日本ベニヤ板工業組合理事長なども務めた。1940年（昭和15年）日華合弁井陘煤礦有限公司の日本側代表に就任。1941年（昭和16年）徴用され軍管理開灤礦務総局最高監督官、総経理となり終戦を迎えた。
戦後、戦犯容疑者となったが不起訴となり、帰国後、富士重工業（現SUBARU）顧問、下津井電鉄取締役、滝川セルロイド会長などを務めた。
1953年（昭和28年）4月の第3回参議院議員通常選挙で香川県地方区から無所属で出馬して当選し、参議院議員に1期在任した。日本民主党を経て自由民主党に入党し同党政務調査会副会長、参議院商工委員会委員、同決算委員会委員などを務めた。また、原子力政策の推進に尽力した。1957年5月、急性肝炎のため議員在任中に死去した。死没日をもって勲四等瑞宝章追贈、正五位に叙される。墓所は青山霊園(1イ4-26)。

## 編著
※父・白川友一の関係裁判記録。
- 『麻酔剤取締規則違反並贈収賄被告事件公判速記 : 昭和六年大連地方法院第一審』白川一雄、1931年。
- 『麻酔剤取締規則違反被告事件第二審公判速記 : 昭和七年』白川一雄、1932年。